# 爪哇海沟
爪哇海沟（Java Trench）也称巽他海沟（Sunda Trench），是位于印度洋东北的一条长约2,600公里的海沟，形成於澳洲-南摩板塊俯衝到歐亞板塊之下的地方。其最深处达7,725米（南纬10°19'，东经109°58'，离日惹约320千米）。在很长一段时间里它被认为是印度洋中最深的海沟。但后来的考察数据证明位於澳洲柏斯西南偏西1,125公里的蒂亚曼蒂纳海沟（Diamantina Trench）比爪哇海溝更深（8,047米），因此现在爪哇海沟被认为是印度洋第二深的海沟。
該海溝從小巽他群島經爪哇延伸，繞過蘇門答臘南岸到安達曼群島，形成了印度-澳洲板塊與巽他板塊的邊界。
爪哇海沟是东部的缅甸板块和巽他板块与西部的印度板块的接缝处。这三个板块在这里的变形以及隱沒帶造成了2004年印度洋大地震和2004年12月26日爆发的致命海啸。

## 勘探
1950年代末斯克里普斯海洋研究所的科学家在考察地球大洋底地壳结构的项目中加入了爪哇海沟。这是对爪哇海沟最早的考察。他们使用炸弹声波、回声分析和压力表等确定了爪哇海沟的深度。这些数据对理解太平洋边缘的隐没带起了重要作用。
2004年大地震后许多国家的研究机构都对爪哇海沟进行了详细的考察，这些考察也发现了这次大地震对大洋底造成的巨大变化。 （页面存档备份，存于）